# SS-Junkerschulen

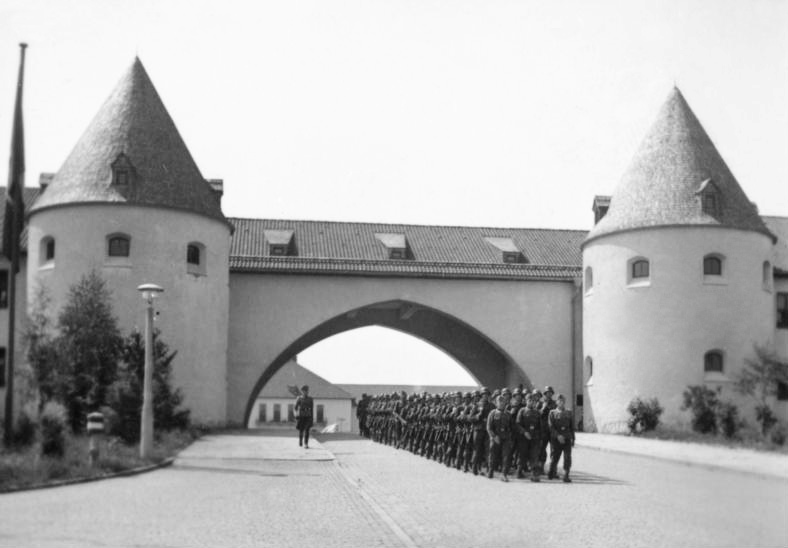
Junkerschule Bad Tölz, 1942

SS-Junkerschulen waren im Jahr 1937 eingeführte Kriegsschulen, die als Schulungsstätten der SS während des Zweiten Weltkriegs die Aufgabe hatten, militärischen Führernachwuchs für die Waffen-SS auszubilden. SS-Junkerschulen bestanden an insgesamt fünf Standorten: Bad Tölz, Braunschweig, Klagenfurt, Prag-Dewitz und Posen-Treskau. Ihre Absolventen bildeten den Führungsnachwuchs in der SS-Verfügungstruppe, in der Ordnungspolizei, in den SS-Totenkopfverbänden und beim SD. Über die militärische Ausbildung hinaus wurde eine im ganzheitlichen Sinne „SS-gemäße Lebenshaltung“ gelehrt.
Die Führung der späteren Waffen-SS und vor allem auch die Soldaten und das Führerkorps dieser SS-Gliederung hielten die SS-Junkerschulen für ein Äquivalent für die Deutschen Kriegsschulen der Wehrmacht bzw. des Heeres; einige Militärhistoriker stehen dieser Auffassung kritisch gegenüber. In etwa 22 Kriegsjunkerlehrgängen absolvierten etwa 15.000 SS-Führer diese Ausbildung.

## Geschichte

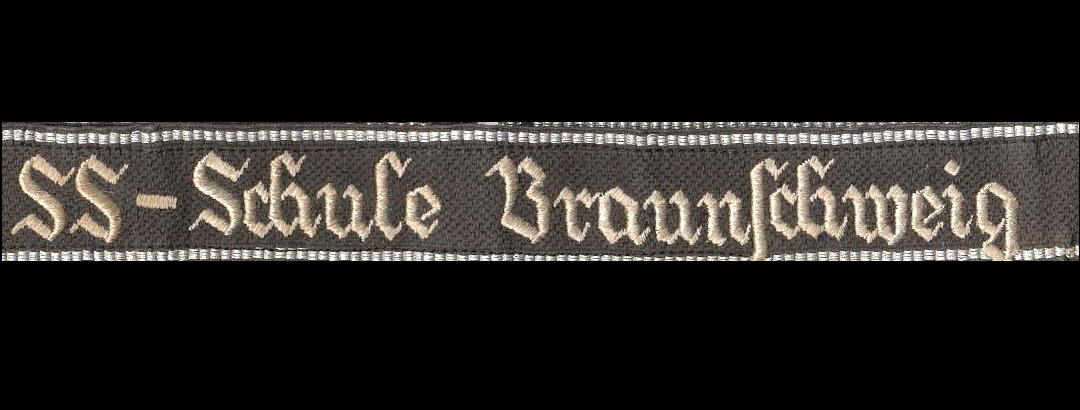
Allgemeines Ärmelband der SS-Schule Braunschweig

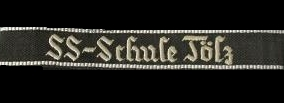
Allgemeines Ärmelband der SS-Schule Bad Tölz

SS-Führerschulen als eigene Schulen für das Führungspersonal der SS waren schon früh Bestandteil des militärischen Elitekonzepts von Reichsführer SS Heinrich Himmler. Räumlich war es hierbei möglich, auf die ehemaligen Volkssportschulen zurückzugreifen. In ihnen sollte das zukünftige Führer-Korps der Allgemeinen SS und der bewaffneten SS-Verbände ausgebildet werden. Adolf Hitler eröffnete im Frühling 1934 die erste Führerschule der SS-Verfügungstruppe in Bad Tölz. Kommandeur dieser Schule wurde wenig später Felix Steiner. Im Sommer 1935 wurde die SS-Führerschule Braunschweig eingerichtet, die unter der Leitung Paul Haussers ebenfalls militärisches Führungspersonal für die Verfügungstruppe ausbilden sollte. Von der Organisationsstruktur her entsprachen die Führerschulen der SS-Verfügungstruppe den Führerschulen der Allgemeinen SS.
Die Führerschulen in Bad Tölz und Braunschweig wurden am 8. August 1937 offiziell in SS-Junkerschulen umbenannt. Die Junkerschulen waren nun den regulären Kriegsschulen des Heeres vergleichbare Ausbildungseinrichtungen für den Führernachwuchs der Waffen-SS. Die militärische Ausbildung erfolgte nun streng nach den Heeresvorschriften. Als Vorbild hierzu diente offensichtlich die SS-Unterführerschule Dachau, die im Juli 1937 aufgelöst und in die SS-Junkerschule Bad Tölz eingegliedert worden war.
Ab dem Sommer 1938 bekleidete Hausser zusätzlich die Dienststellung eines Inspekteurs der Junkerschulen mit dem Ziel, die Effizienz dieser Ausbildungsstätten zu erhöhen.
Nach dem Vorbild der Junkerschulen der Verfügungstruppe wurden im Laufe der 1930er Jahre zudem weitere Führerschulen der SS und auch der Polizei gegründet, die sich am Aufbau und der Organisationsstruktur orientierten. Nur in den Ausbildungsschwerpunkten wichen diese von den Junkerschulen ab.
Ab Juni 1940 wurden die Junkerschulen als Teil einer 179 Dienststellen der Allgemeinen SS umfassenden Re-Organisation mit den SS-Totenkopfverbänden, SS-Hauptämtern und der SS-Verfügungstruppe zur Waffen-SS zusammengefasst. Die Lehrgangsteilnehmer der Junkerschulen wurden nun alter Heerestraditionen entsprechend als regulärer Führeranwärter oder auch als Anwärter der Führerreserve (etwa vergleichbar mit einem Offiziersanwärter im Beurlaubtenstand) zu den Junkerschulen abkommandiert.
Im Sommer 1943 wurde in Klagenfurt-Lendorf die SS-Junkerschule Klagenfurt in von KZ-Häftlingen erbauten Gebäuden eröffnet. Die Umbenennung in SS- und Waffen-Junkerschule Klagenfurt erfolgte am 1. Juni 1944. Sie diente der Heran- und Ausbildung für deutsche und ausländische Führerbewerber. Der Kommandeur war SS-Standartenführer (später SS-Oberführer) Walter Bestmann.
Im Frühjahr 1944 erfolgte die Inbetriebnahme der SS-Junkerschule Prag-Dewitz. Der Lehrgangsbetrieb begann am 3. Juli 1944. In dieser Schule fanden neben der Ausbildung des Führernachwuchses auch Lehrgänge für versehrte SS-Junker statt. Der Kommandeur war SS-Standartenführer Wolfgang Joerchel. Nachdem durch die Luftangriffe auf Braunschweig im Jahr 1944 die im Braunschweiger Schloss untergebrachte Junkerschule abgebrannt war, wurde der Schulbetrieb nach Treskau in das dortige Schloss verlegt.

### Erste Lehrgänge
- 1. SS-Führeranwärter-Lehrgang (1. Friedens-Junker-Lehrgang) an der SS-Führerschule in Tölz (Voll-Lehrgang) 1. April 1934 bis 22. Dezember 1934
- 2. SS-Führeranwärter-Lehrgang (2. Friedens-Junker-Lehrgang) an der SS-Führerschule in Tölz (Voll-Lehrgang) 24. April 1935 bis 31. Januar 1936
- 2. SS-Führeranwärter-Lehrgang (2. Friedens-Junker-Lehrgang) an der SS-Führerschule in Braunschweig (Voll-Lehrgang) 24. April 1935 bis 31. Januar 1936
- 3. SS-Führeranwärter-Lehrgang (3. Friedens-Junker-Lehrgang) an der SS-Führerschule in Braunschweig (Voll-Lehrgang) 1. April 1936 bis 31. Januar 1937
- 4. SS-Führeranwärter-Lehrgang (4. Friedens-Junker-Lehrgang) an der SS-Führerschule in Braunschweig (Voll-Lehrgang) 1. April 1937 bis 31. Januar 1938
- 5. Friedens-Junker-Lehrgang an der SS-Junkerschule in Tölz (Voll-Lehrgang) ab dem 1. Oktober 1937 bis 31. Juli 1938
- 6. Friedens-Junker-Lehrgang an der SS-Junkerschule in Braunschweig (Voll-Lehrgang) 1. April 1938 bis 31. Januar 1939
- 7. Friedens-Junker-Lehrgang an der SS-Junkerschule in Tölz (Voll-Lehrgang) 15. November 1938 bis 15. August 1939

Am 8. August 1937 erfolgte die offizielle Umbenennung in „SS-Junkerschulen“, und die militärische Ausbildung richtete sich streng nach den Heeresvorschriften. Die Kriegs-Junker-Lehrgänge (Kurz-Lehrgänge) in Tölz und Braunschweg erfolgten ab dem 1. April 1939, die Kriegs-Reserve-Führer-Anwärter-Lehrgänge am dem 1. Februar 1940, wobei der 4. Kriegs-Reserve-Führer-Anwärter-Lehrgang (zugleich mit dem 5. Kriegs-Junker- und 3. Reserve-Führer-Lehrgang in Tölz) an der SS-Unterführerschule Radolfzell stattfand.

## Ausbildung in den Junkerschulen

### Lehrinhalte

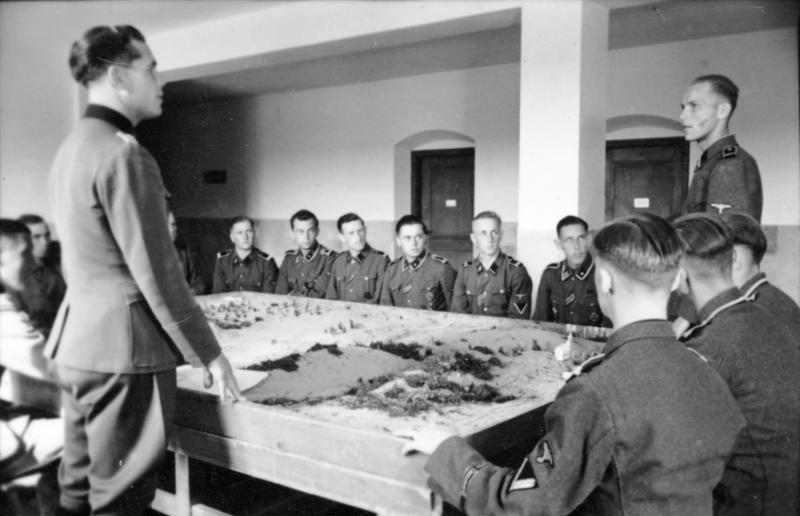
Unterricht in der SS-Junkerschule Bad Tölz 1942

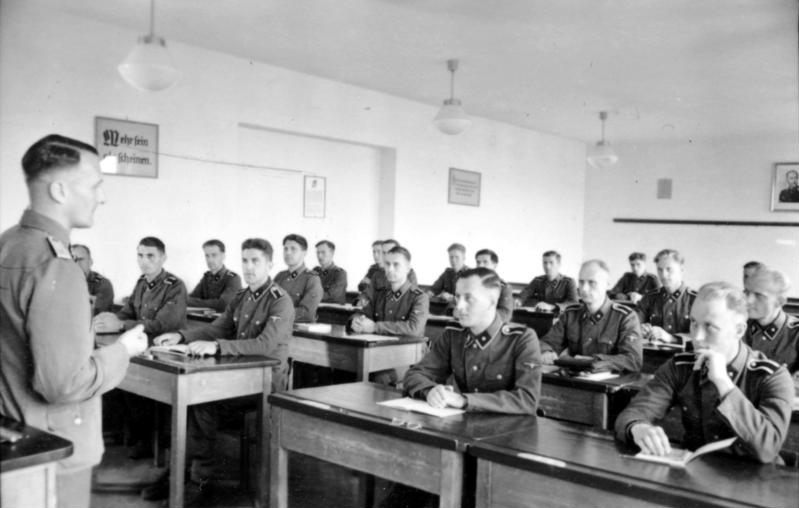
Unterricht in der SS-Junkerschule Bad Tölz 1942

Der Stundenplan der Junkerschulen sah wie folgt aus: Taktik, Gelände- und Kartenkunde, Gefechtsausbildung und Ausbildung an der eigenen Waffe, allgemeiner praktischer Truppendienst (Waffentechnik, Schießausbildung, Exerzieren), weltanschauliche Erziehung, Heerwesen, SS- und Polizeiwesen, Verwaltungswesen, Leibesübungen, Waffenlehre, Pionierlehre, Nachrichtenlehre, Panzerlehre, Kfz-Wesen, Sanitätswesen, Luftwaffenlehre, Arbeitsstunden, Deutschunterricht (für Freiwillige mit nichtdeutscher Muttersprache).
Insofern die SS eine politische Organisation war, war auch die Ausbildung ihrer Führungskader politisch. Nach Vorstellung der Reichsführung SS sollte die Ausbildung zu gleichen Teilen aus militärischer Ausbildung und „weltanschaulicher Erziehung“ bestehen. Mit letzterem war nicht das gleichnamige Lehrfach gemeint (das später in „weltanschaulicher Schulung“ umbenannt wurde), sondern ein fachübergreifendes pädagogisches Prinzip. Im Lehrfach „Weltanschauliche Erziehung“ wurden „germanische Geschichte“, „arische Rassenkunde“ und die Grundzüge der sogenannten „großdeutschen Lebensraum-Philosophie“ gelehrt. Sämtliche Lehrfächer waren von der nationalsozialistischen Ideologie bestimmt, bis hin zum Sport, der den Angriffsgeist wecken und die Lehrgangsteilnehmer zu einsatzbereiten Kämpfern erziehen sollte.
Ziel dieses Unterrichts war die Identifikation mit den Grundsätzen der SS-Ideologie, z. B. mit den geopolitischen Herrschaftsansprüchen (Volk ohne Raum, Lebensraum im Osten), mit dem Sozialdarwinismus, der mit dem „Lebenskampf der arischen Herrenrasse“ begründet wurde, mit Antikommunismus und Antisemitismus.
Die SS-Junker leisteten den Eid auf Adolf Hitler persönlich. Nach dem Abschluss der Schule absolvierten die SS-Junker in der Regel noch einen waffenkundlichen Lehrgang im KZ Dachau.

### SS-Junker
Die Lehrgangsteilnehmer einer SS-Führerschule – SS-Junker genannt – wurden gemäß der nationalsozialistischen Ideologie unter „rassischen“ Gesichtspunkten ausgewählt. An einer Führerschule konnte bis 1937 angenommen werden, wer höchstens 23 Jahre alt, mindestens 1,74 m groß und kein Brillenträger war. Ein sogenannter großer Ariernachweis, welcher bis ins 18. Jahrhundert zurückreichte, sowie ein ärztliches Gesundheitszeugnis mussten vorgelegt werden. Selbstverständlich waren SS-Führerschulen auch ein Ort der politischen Indoktrination. Lehrgangsteilnehmer wurden z. B. auch massiv zu Kirchenaustritten gedrängt, da christliche Religion und Mitgliedschaft in einer ideologisch an Neuheidentum orientierten Gemeinschaft nach Meinung der SS-Führung nicht zusammen passen würden. Bis 1937 hatten rund 90 % der Teilnehmer die Kirchen verlassen und waren gottgläubig geworden. Dieses hatten sie mit den Angehörigen der SS-Verfügungstruppe gemeinsam, wo Anfang 1938 rund 80 % keiner Religionsgemeinschaft angehörten. Aber bis 1943 war das Gros von ihnen den Kirchen wieder beigetreten, wie auch Felix Steiner immer wieder gefordert hatte.
Besondere Fähigkeiten der Anwärter für Lehrgänge an den Junkerschulen – abgesehen von sportlichen – wurden nicht vorausgesetzt. So besaßen ca. 90 % der Teilnehmer einen allgemeinen Volksschulabschluss. Die ausgebildeten Offiziere der SS-Verfügungstruppen bzw. der Waffen-SS sollten eine vor allem militärische und rassische Elite darstellen. Da für Bereiche innerhalb der Waffen-SS jedoch eine höhere Ausbildung bzw. das Abitur benötigt wurden, begann man ab 1940, bevorzugt Abiturienten der Nationalpolitischen Erziehungsanstalten aufzunehmen.
Bis 1936 war der Besuch einer Junkerschule kein Wehrdienstersatz, d. h., er wurde weder auf Wehrdienstzeiten angerechnet noch schützte er vor der Einberufung durch die Wehrmacht. Ab August 1938 besagten Anweisungen, dass der SS-Junker zwei Jahre in seiner Einheit gedient haben musste und erst bei einer Beurteilung durch den unmittelbaren Vorgesetzten die Schule besuchen durfte. Ab 1938 galt der Besuch der Junkerschule als Ableistung des Wehrdienstes. (Dieser Befehl wurde dem SS-Freiwilligen im „Merkblatt für den Eintritt als Freiwilliger in die SS-Verfügungstruppe“ auch schriftlich zugesichert.)
Wegen der in sozialer Hinsicht sehr heterogenen Zusammensetzung der Führeranwärter und deren höchst unterschiedlicher Bildung wie auch militärischer Qualifikation war es die Aufgabe dieser Dienststelle, das Ausbildungsniveau und Sozialverhalten im Rahmen des Möglichen zu vereinheitlichen.
SS-Junker trugen während des Lehrganges weiterhin ihre eigenen und nicht wie die Teilnehmer der Führerschulen besondere Uniformen.
Nach erfolgreich beendetem Führerlehrgang kehrten alle Teilnehmer als SS-Standartenjunker (SS-Scharführer) bzw. als SS-Standartenoberjunker (SS-Hauptscharführer) zu ihren Stammeinheiten zurück. Dort wurden sie rasch zum SS-Untersturmführer (aktiv) oder zum SS-Untersturmführer der Reserve befördert.

### Einsatz der Absolventen
Bis Kriegsbeginn wurden die Absolventen im Gesamtbereich von Allgemeiner SS und Polizei eingesetzt, auch als Wachmannschaften von Konzentrationslagern. Nach einer Stichprobe im Dezember 1938 verrichteten etwa 18 Prozent der an SS-Junkerschulen ausgebildeten Führer in den Konzentrationslagern ihren Dienst.

## Bekannte Personen der Junkerschule

### Kommandeure
- Paul Hausser, bis 30. September 1936
- Friedemann Goetze, bis 1. Juli 1938
- Arnold Altvater-Mackensen, bis 25. Oktober 1939
- Lothar Debes, bis 1. Januar 1942
- Werner Ballauf, bis Ende Januar 1945

### Dozenten
- Adolf Diekmann, verantwortlich für das Massaker von Oradour
- Sylvester Stadler
- Felix Steiner
- Cassius Freiherr von Montigny, Taktikausbilder der Junkerschulen und zwischen dem 25. Juli und dem 8. November 1940 Leiter der SS-Führerschule Tölz
- Peter Paulsen
- Günter Hellwing, verurteilter Kriegsverbrecher, Zerstörer der Altstadt von Marseille, SPD-Parteivorstand und MdL NRW

### Absolventen
- Kurt Gildisch, verantwortlich für Erschießungen und Festnahmen 1934 während des „Röhm-Putsches“, mit der SS-Division Nordland in der Sowjetunion eingesetzt
- Karl-Friedrich Höcker, als Kriegsverbrecher verurteilt in den Frankfurter Auschwitzprozessen
- Fritz Knöchlein, verantwortlich für das Massaker von Le Paradis, 1949 hingerichtet
- Karl Künstler, Absolvent 1936 von Bad Tölz, später Lagerkommandant des Konzentrationslagers Flossenbürg
- Joachim Peiper, als Kriegsverbrecher im Malmedy-Prozess verurteilt, später begnadigt
- Herbert Schweiger, rechtsextremer Holocaust-Leugner